# Cultura de Sudáfrica
Sudáfrica se destaca por su diversidad étnica y cultural. Por lo tanto, no existe una única cultura de Sudáfrica.

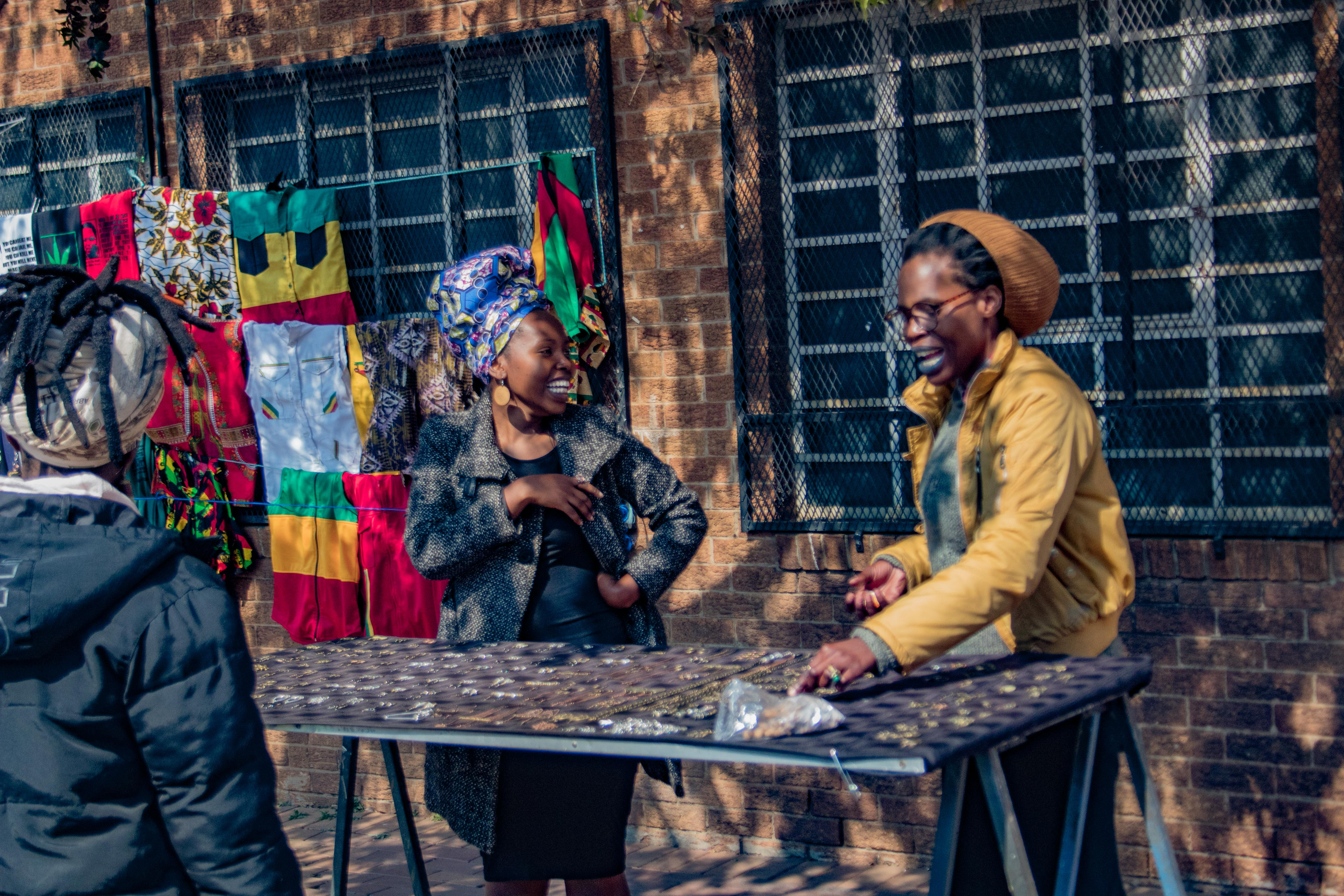
Cultura urbana

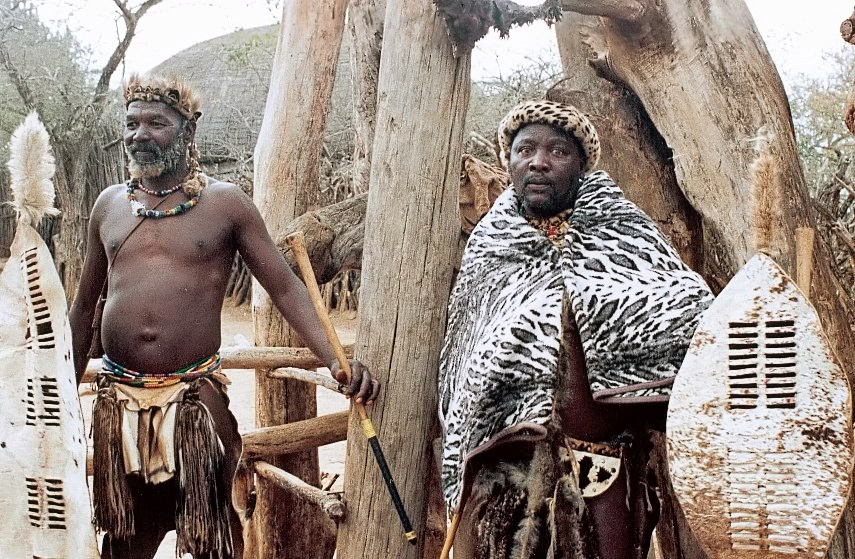
Zulúes en Natal.

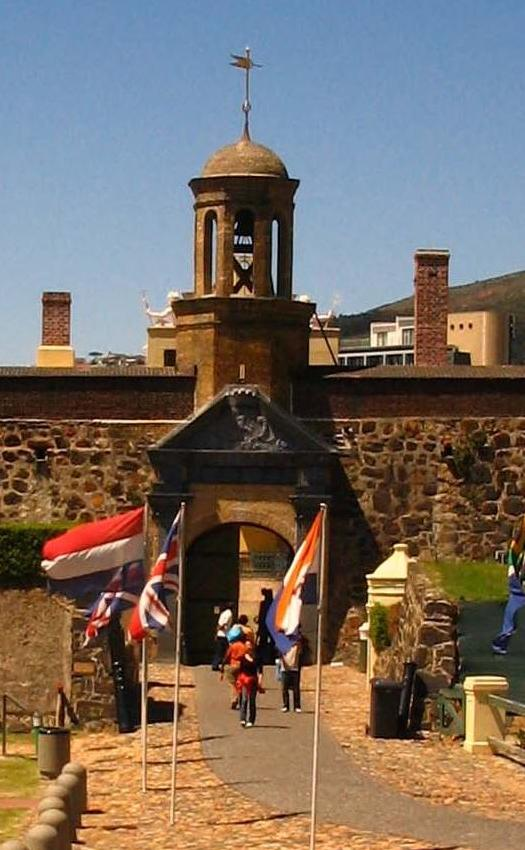
El castillo de Buena Esperanza, es el edificio colonial más antiguo de Sudáfrica.

Una importante mayoría de las personas negras sudafricanas son residentes empobrecidos de áreas rurales. Sin embargo es en estos núcleos en los cuales las tradiciones culturales sobreviven con mayor intensidad; en la medida que los negros se han urbanizado y occidentalizado (Sudáfrica es el país más occidentalizado de África), se han ido perdiendo ciertos aspectos de la cultura tradicional. Los negros urbanos por lo general hablan inglés o afrikáans. Existen pequeños grupos, aunque relevantes, de personas que hablan lenguas joisanas que no están incluidas en el grupo de los once idiomas oficiales, pero son uno de los otros ocho idiomas que sin embargo son también reconocidos oficialmente. Existen pequeños grupos que hablan idiomas amenazados, la mayoría de los cuales son de la familia Khoi-San, que no poseen estatus oficial; sin embargo, algunos grupos en Sudáfrica están intentando promover su uso y revivirlos.
La clase media, está predominantemente formada por personas blancas pero en forma progresiva ha ido aumentando la proporción de personas de piel negra, de color e indios, quienes poseen estilos de vida similares en muchos aspectos a las personas que habitan en Europa y América. Muchos miembros de la clase media a menudo cursan estudios y trabajan en el extranjero para ganar experiencia en los mercados internacionales.
Los sudafricanos de raíces indias preservan su identidad cultural, idiomas y creencias religiosas, siendo cristianos, hinduistas o musulmanes suníes y dominando el inglés, aunque en forma menos frecuente hablan idiomas indios tales como hindi, telugu, tamil o gujarati. Los primeros indios llegaron a Natal a bordo del barco llamado Truro en calidad de mano de obra barata para trabajar en los campos de caña de azúcar, mientras que el resto llegó para traer y establecerse como comerciantes. Una ola de inmigrantes post-apartheid provenientes del sur asiático (que incluye pakistaníes) ha también aportado a la diversidad cultural de Sudáfrica. Existe una comunidad china que sin embargo es mucho más reducida, que se compone principalmente de inmigrantes antiguos que se remontan a la época del apartheid provenientes de Taiwán, como también inmigrantes post-apartheid de China continental.

## Arte

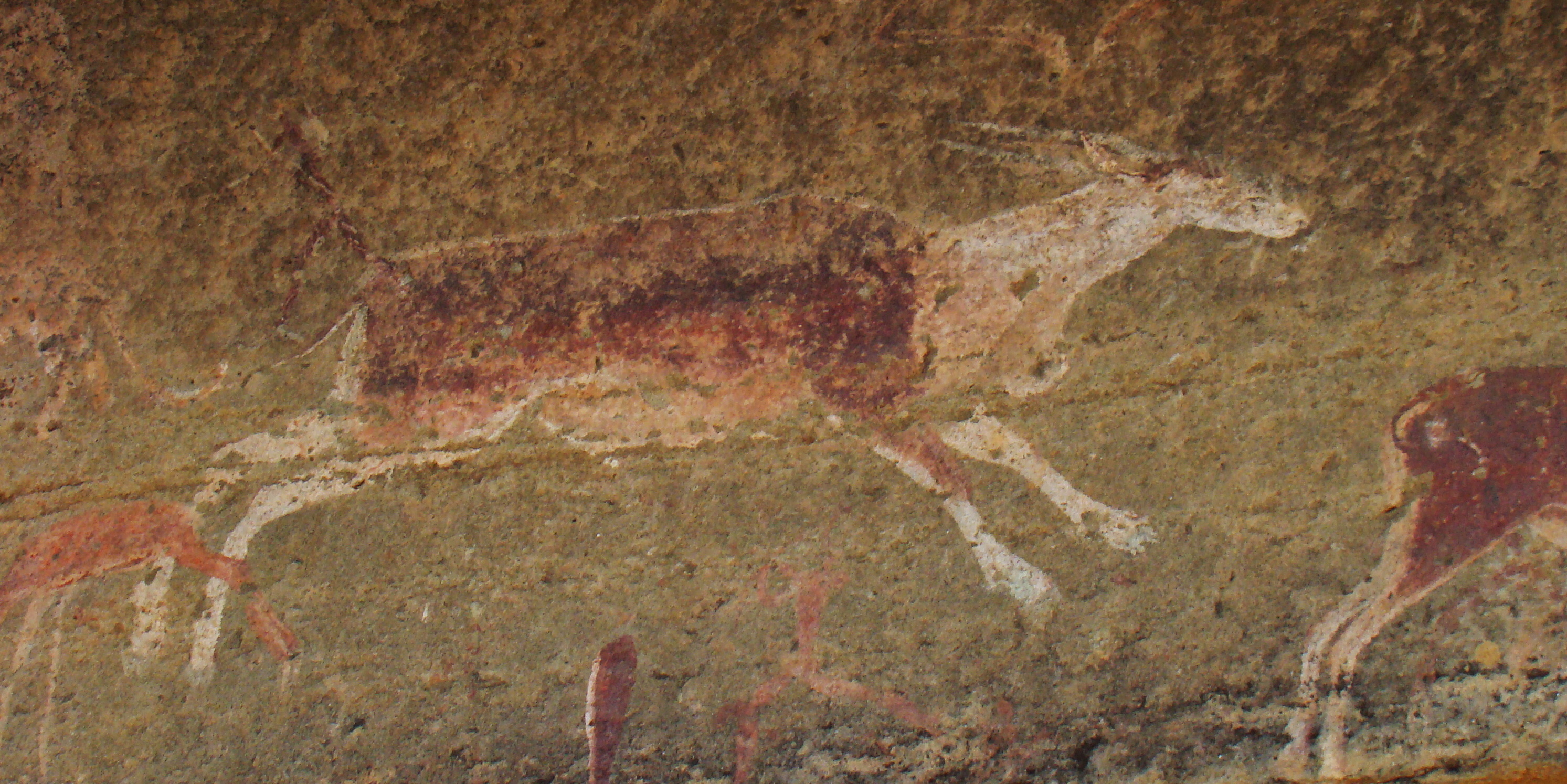
Eland, pintura rupestre, Drakensberg, Sudáfrica.

Los objetos artísticos más antiguos del mundo provienen de una cueva en Sudáfrica. Y se remontan a 75,000 años de antigüedad, estas pequeñas conchas de caracoles con perforaciones no poseen otra función que servir de cuentas de un collar. Sudáfrica fue una de las cunas de la especie humana. Una de las características distintivas de nuestra especie es la producción de arte (del latín 'ars' que significa trabajado o realizado a partir de un material básico).
Las tribus joisanas que se desplazaron hacia el actual territorio ocupado por Sudáfrica hacia el 10.0000 a. C. tenían sus estilos artísticos propios los que se pueden observar en múltiples pinturas rupestres preservadas en cavernas. Esto fue superado por las expresiones artísticas de los pueblos bantúes/nguni. En el siglo XX, las formas de arte tribales tradicionales fueron diseminadas y modificadas por las políticas divisorias del apartheid.
En las minas y poblados se han desarrollado nuevas formas de arte: un tipo de arte dinámico que se nutre de todo tipo de materiales y elementos que van desde tiras plásticas a rayos de bicicletas. El tipo de arte folclórico con influencias neerlandesas de los trekboer afrikáners y de los artistas urbanos blancos, evolucionó reflejando las diversas tradiciones artísticas europeas que fueron surgiendo a partir de 1850 contribuyendo a esta mezcla ecléctica que continúa evolucionando en la actualidad.

## Ciencias
Varios importantes avances científicos también se han originado en Sudáfrica como fue el primer trasplante de corazón de humano a humano realizado por el cardiocirujano Christiaan Barnard en el Groote Schuur Hospital en diciembre de 1967, Max Theiler que desarrolló su vacuna contra la fiebre amarilla o Aaron Klug con sus métodos cristalográficos.